# Bokutachi no Remake
Bokutachi no Remake (яп. ぼくたちのリメイク Бокутати но римэйку, Ремейк нашей жизни) — серия ранобэ за авторством Нати Кио с иллюстрациями Эрэтто. Ранобэ издаётся под импринтом MF Bunko J издательства Media Factory с 2017 года. На её основе были выпущена манга и аниме.

## Сюжет
Хасиба Кёя, неудачливый программист 28 лет, приезжает в родной город, не преуспев в другом месте. Он завидует одноклассникам, неплохо устроившимся в жизни, и, горько сожалея, засыпает. А просыпается, переместившись на 10 лет назад во времени, в пору, когда был студентом. Теперь у него есть второй шанс.

## Медиа

### Ранобэ
Ранобэ с иллюстрациями Эрэтто начало издаваться под импринтом MF Bunko J издательства Media Factory с 2017 года.

### Манга
Адаптация в виде манги с иллюстрациями Бондзин Хирамэки начала издаваться в журнале Suiyōbi no Sirius издательства Kodansha с 2018 года.

### Аниме
Аниме было анонсировано 20 декабря 2019 года, но лишь год спустя стало известно, что оно выйдет в формате телесериала. Его созданием занимается студия Feel, режиссёром был назначен Томоки Кобаяси, сценаристом — Нати Кио, дизайнером персонажей — Косукэ Кавамура, тогда как за музыку отвечают Сэйма Кондо и Юсукэ Такэда. Премьера сериала прошла 3 июля 2021 года на каналах Tokyo MX и других.
Poppin'Party исполнили начальную тему сериала Koko kara Saki wa Uta ni Naranai, тогда как Argonavis — завершающую Kanōsei.
За пределами Азии аниме лицензировано Crunchyroll. В Южной и Юго-Восточной Азии оно лицензировано Medialink и транслируется через Youtube-канал Ani-One и iQIYI.

## Критика
Серия романов заняла шестое место в 2018 году и седьмое в 2019 году в ежегодном гайде по ранобэ «Kono Light Novel ga Sugoi!» в категории «бункобон».
Премьера аниме получила противоречивые отзывы критиков: часть из них отмечала шаблонность персонажей, тогда как другие посчитали героев наоборот более живыми и правдоподобными; двойная длина первой серии также была одними сочтена уместной, а другими — излишней и неоправданной.